# XIX. legija
Devetnajsta legija (latinsko Legio undevigesima),  rimska legija, ki jo je leta 41 ali 40 pr. n. št. ustanovil cesar  Avgust. 9. septembra leta 9 je bila v bitki z Germani v Tevtoburškem gozdu popolnoma uničena. Ime legije ni znano. Njen simbol je bil verjetno kozorog, tako kot v drugih legijah, ki jih je ustanovil Avgust.
Legija je bila prvič omenjena na Siciliji, kjer je Pompejev sin Sekst Pompej vodil upor, ki je ogrozil dobave žita Rimu in je zato zahteval ostro ukrepanje.
Leta 30 pr. n. št. so se veterani XIX. legije nastanili v bližini Pise, preostali del legije pa je bil premeščen na mejo ob Renu z baznim taborom v Kölnu. Legija je  v letih 13 – 9 pr. n. št.  sodelovala v Druzovih, v letih 8 – 5 pr. n. št pa v Tiberijevih pohodih v Germanijo. Od leta 5 je bila Germanija rimska provinca in leta 7 je bil za njenega guvernerja imenovan Publij Kvintilij Var.
Leta 9 je poveljnik heruške zavezniške vojske Arminij Vara obvestil o domnevnem uporu Germanov ob Renu. Var kljub opozorilom, da gre za prevaro, v obvestilo ni podvomil in se je z vsemi svojimi tremi legijami (XVII., XVIII. in XIX.) odpravil proti zahodu. 9. septembra je njegova vojska v bližini sedanjega Osnabrücka padla v zasedo, ki so jo spretno pripravili Heruski pod Arminijevim poveljstvom. V  bitki v Tevtoburškem gozdu so bile vse tri legije popolnoma uničene, njihove prapore pa so Germani zaplenili. 
V letih 16 do 18  je na prizorišče bitke prišla rimska vojska pod Germanikovim poveljstvom in pokopala posmrtne ostanke umrlih legionarjev. Izgubljene prapore so Rimljani dobili nazaj v vojnih pohodih leta 14, 15 in 41 in jih odnesli v Marsov tempelj v Rimu.
Izgubljene XVII., XVIII. in XIX. legije niso Rimljani nikoli niti obnovili niti uporabili njihovih številk, kar je izjemen primer v rimski zgodovini.